# Illiesoperla cerberus
Illiesoperla cerberus är en bäcksländeart som beskrevs av Günther Theischinger 1982. Illiesoperla cerberus ingår i släktet Illiesoperla och familjen Gripopterygidae. Inga underarter finns listade i Catalogue of Life.